# Xonotliet
Het mineraal xonotliet is een calcium-silicaat met de chemische formule Ca6Si6O17(OH)2. Het mineraal behoort tot de inosilicaten.

## Eigenschappen
Het doorzichtige kleurloze, (licht)grijze, gelige of roze xonotliet heeft een glas- tot zijdeglans, een witte streepkleur en de splijting van het mineraal is goed volgens een onbekend kristalvlak. Het kristalstelsel is monoklien. Xonotliet heeft een gemiddelde dichtheid van 2,7, de hardheid is 6,5 en het mineraal is niet radioactief.

## Naam
Het mineraal xonotliet is genoemd naar de plaats waar het voor het eerst is beschreven; Tetela de Xonotla, Mexico.

## Voorkomen
Xonotliet is een mineraal dat voornamelijk voorkomt in contactgemetamorfoseerde serpentinieten. De typelocatie van xonotliet is Tetela de Xonotla, Puebla, Mexico. Het mineraal wordt ook gevonden in Zuid-Afrika en Arizona, Verenigde Staten.